# “电驴”名称争议
“电驴”的指代问题存在一定的争议。一般它可以指：
- eDonkey2000：（又称：eDonkey；缩写：eD2k；非官方中文译名：电驴）最先开发使用eDonkey网络的文件共享客户端软件。2000年起开发，2005年停止维护，之后eDonkey网络被其他软件沿用。
  - eDonkey网络：（又称：电驴网络、eD2k网络）eDonkey2000、eMule等所用的文件共享网络，目前使用最广的文件共享网络之一。
  - eDonkey软件：（又称：电驴软件、eD2k软件）即eDonkey网络客户端，所有可连接eDonkey网络的客户端软件的统称。包括eDonkey2000、eMule、aMule等。
  - eD2k链接：（又称：电驴链接、eDonkey链接）用于指示eDonkey网络上文件的链接。一般“电驴下载”即实指eD2k链接的处理下载。
- eMule：（官方中文名：电骡）eMule及其Mods是现在最流行的一款eDonkey网络文件共享客户端软件。2002年起开发。
- easyMule：VeryCD公司开发的eD2k软件。于2007年起开发。easyMule第一版为eMule Mod，修改自官方eMule，因而遵循GNU GPL 开源；第二版则声称完全自主开发而闭源，但其是否完全自主开发尚存在争议[1]。VeryCD公司自称easyMule为“电驴”。
  - VeryCD网站：2011年起VeryCD公司为VeryCD网站使用了“电驴大全”名称。

由于许多用户早已把“eDonkey”或“eMule”等同于为“电驴”，所以VeryCD对于“电驴”名称的宣传被一些知情的用户认为是明显的混淆，详见下。

## eMule官方指认
eMule官方网站的简体中文版首页（于2006年翻译完毕）写明了“eMule”中文名称为“电骡”，且eMule官方网站的英文原版首页同样指出了“eMule”一词来源于“Mule（骡）”。根据语义，eMule软件使用的网络协议以及该协议的原创软件名称“eDonkey2000”（或“eDonkey”，缩写“eD2k”）应该翻译成“电驴”，“eMule”应该翻译成“电骡”。

## VeryCD公司指认
另一方面，中国大陆知名的eD2k资源分享网站VeryCD的公司开发了两款eD2k软件——eMule VeryCD Mod（2003年起开发）和easyMule（2007年起开发）。其中：
- eMule VeryCD Mod及其网站：eMule VeryCD Mod的官方网站[4]的域名emule.org.cn、标题“电驴（eMule）中文网站”、文字内容等都有自称eMule官方网站的嫌疑，页脚的“eMule Home”链接也指向了自己[5]。
- easyMule及其网站：VeryCD公司于2005年在大陆尝试申请注册“电驴”、“eMule”等商标，但未通过商标局审批，公司老板黄一孟认为未通过“原因可能是已经成为通用名词”[6][7]。但是公司依然在约07年开始开发easyMule后，公开地在软件中文界面上、主页[8]上与宣传中给easyMule直接使用了“电驴”名称，VeryCD首页上也称easyMule官方网站为“电驴官方网站”[5]。
- VeryCD网站：自2011年起，VeryCD网站直接使用了“电驴大全”的名称。之前VeryCD主站的首页曾经称easyMule官方网站为“电驴官方网站”。关于、招聘等信息页中也有多处将带“电驴”、“eMule”、“eMule官方网站”、“电驴（eMule）软件”字眼的链接指向easyMule官方网站[8]或eMule VeryCD Mod的官方网站[4]的行为[9][5]。资源下载页标题也自称为“VeryCD电驴下载”。
- dianlv.com：easyMule删减了从eD2k服务器和Kad网络搜索的功能，仅能通过其私有搜索网络搜索VeryCD网站上索引的资源的链接。有自称普通“电驴爱好者”的人士在一个dianlv.com网站上提供可搜索eD2k的easyMule，称之“电驴破解版”，并提交给科技新闻网站Solidot进行宣传。但最终被网友发现该网站属于VeryCD公司所有，并指出eMule无需破解[10][11]。

VeryCD公司于上述网站上的对电驴、eMule、easyMule等词不同的译法说明、将easyMule作为电驴官方的指认、对VeryCD网站“电驴大全”等的自称，以及其他一些宣传手法，被不少知情用户认为是明显的混淆。

## 其他
不少中文媒体的报道在提及eDonkey/eDonkey2000软件与协议时，将eDonkey/eDonkey2000对应译为“电驴”。
如把“eMule”称“电驴”将无法给出“eDonkey”的中文名称。不过eDonkey2000软件也无官方的中文名称，且eDonkey2000官方网站被RIAA强制关闭并停止开发，谈论度不及eMule。
《现代计算机》执行副总编陈佼曾在他于cnBeta和《电脑报》的专栏上撰写过一篇《诚恳建议“电驴”改名》，讽刺去除了eD2k和Kad搜索的easyMule，并建议其改掉“电驴”名称。但是由于文章在将easyMule等同于“电驴”的前提下做建议，遭到了部分评论者的批评。之后作者致歉，并在cnBeta添加声明，称文中只是采用VeryCD公司方面自己的“电驴”称呼而已。之后刊于《电脑报》的文章也简单注释了一下“严格意义上的电驴是指eDonkey，不过2005年因官司败诉已停止开发”。
总之，较正式的、符合eMule官方声明和语义的称呼，是将“eMule”翻译成“电骡”，将“eDonkey”翻译成“电驴”；而有时，“电驴”有可能也会指eMule及其Mod；VeryCD公司及其easyMule软件的“电驴”名称则为该公司单方面宣传指认。